# Коријантони (Фрозиноне)
Коријантони је насеље у Италији у округу Фрозиноне, региону Лацио.
Према процени из 2011. у насељу је живело 30 становника. Насеље се налази на надморској висини од 610 м.